# Жан Гремійон
Жан Гремійо́н (фр. Jean Grémillon; 3 жовтня 1901, Байо, Франція — 25 листопада 1959, Париж, Франція) — французький кінорежисер.
За час своєї порівняно короткої кінокар'єри Жан Гремійон зарекомендував себе як справжній іконоборець, його творчість високо оцінювалася і схвалювалася французькими інтелектуалами за такі фільми, як «Доглядачі маяка» (1930). Пізніше Гремійон став відомим завдяки створеним глибоко особистих, похмуро емоційних фільмам, таких, як алегоричне «Літнє світло» (1943). Його найвідомішим фільмом став «Буксири» (1941).

## Життєпис
Жан Гремійон народився 3 жовтня 1902 року в Байо, Кальвадос, Франція. Навчався в музичній школі Schola Cantorum de Paris у Парижі по класу скрипки Н. Лежена. Потім працював в оркестрі як акомпаніатор німих фільмів. Після знайомства з кінорежисером Жоржем Періналем Гремійон зацікавився кінематографом, і починаючи з 1923 року поставив цілу серію документальних короткометражних і авангардних фільмів, частина з яких сьогодні втрачена.
Першого істотного успіху Жан Гремійон досяг у 1928 році з драматичним художнім фільмом «Підтасовування». Фільми Гремійона справляли сильне враження на інтелектуальну частину публіки, але не були особливо успішними у масової глядацької аудиторії, орієнтованої на мейнстрим. Упродовж чверті століття Гремійон поставив ще двадцять художніх фільмів, найвідомішими серед яких стали п'ять стрічок, створених у період між 1937 і 1944 роками, — «Серцеїд», «Дивний пан Віктор», «Буксири», «Літнє світло» і «Небо належить вам». В усіх цих фільмах, окрім першого, головні жіночі ролі зіграла Мадлен Рено.
Жан Гремійон часто сам писав музику до своїх фільмів. Останньою значною роботою режисера став повнометражний документальний фільм «Шостого червня удосвіта», присвячений висадці десанта союзників у Нормандії в 1944 році та бідам, заподіяним цьому регіону гітлерівською окупацією. Фільми подальших років не приносять Гремійону успіху, і продюсери один за одним відкидають його численні проекти. Врешті-решт, у 1950-і роки Гремійон повернувся до створення документальних короткометражок.
Помер Жан Гремійон 25 листопада 1959 року в Парижі.

## Фільмографія (вибіркова)
- 1928 — Підтасовування / Maldone
- 1930 — Доглядачі маяка / Gardiens de phare
- 1931 — Маленька Ліза / La petite Lise
- 1932 — Мулатка Дайна / Dainah la metisse
- 1934 — Скорботна / La dolorosa
- 1936 — Мушачі лапки / Les pattes de mouche
- 1937 — Вартовий, тривога! / ¡Centinela, alerta!
- 1937 — Серцеїд / Gueule d'amour
- 1938 — Дивний пан Віктор / L'étrange Monsieur Victor
- 1939 — Буксири / Remorques
- 1943 — Літнє світло / Lumière d'été
- 1943 — Небо належить вам / Le ciel est à vous
- 1949 — Білі лапки / Pattes blanches
- 1951 — Дивна мадам Ікс / L'étrange Mme X
- 1954 — Любов жінки / L'amour d'une femme

Документальні фільми
- 1946 — Шостого червня удосвіта / Le Six Juin a l'aube
- 1949 — Принади існування / Les Charmes de l'existence
- 1955 — Будинок з картинками / La Maison auximages

## Визнання
У 1943-58 роках Жан Гремійон обіймав посаду президента Французької сінематеки.
У 1947 році Гремійон входив до складу журі 2-го Каннського кінофестивалю.
| Нагороди та номінації Жана Гремійона | Нагороди та номінації Жана Гремійона                                                                                            | Нагороди та номінації Жана Гремійона | Нагороди та номінації Жана Гремійона |
| Рік                                  | Категорія | Фільм                                | Результат                            |
| ------------------------------------ | --- | ------------------------------------ | ------------------------------------ |
| Міжнародний кінофестиваль у Локарно  | |                                      |                                      |
| 1949                                 | Спеціальний приз (разом з оператором Філіпом Агостіні та монтажером Луїзетт Отекер) за поєднання монтажу і операторської роботи | Білі лапки                           | Перемога                             |
| Венеційський кінофестиваль           | |                                      |                                      |
| 1950                                 | Міжнародний приз — короткометражний фільм (разом з П'єром Кастом (сценарист))                                                   | Принади існування                    | Перемога                             |